# Beatriu de Bretanya

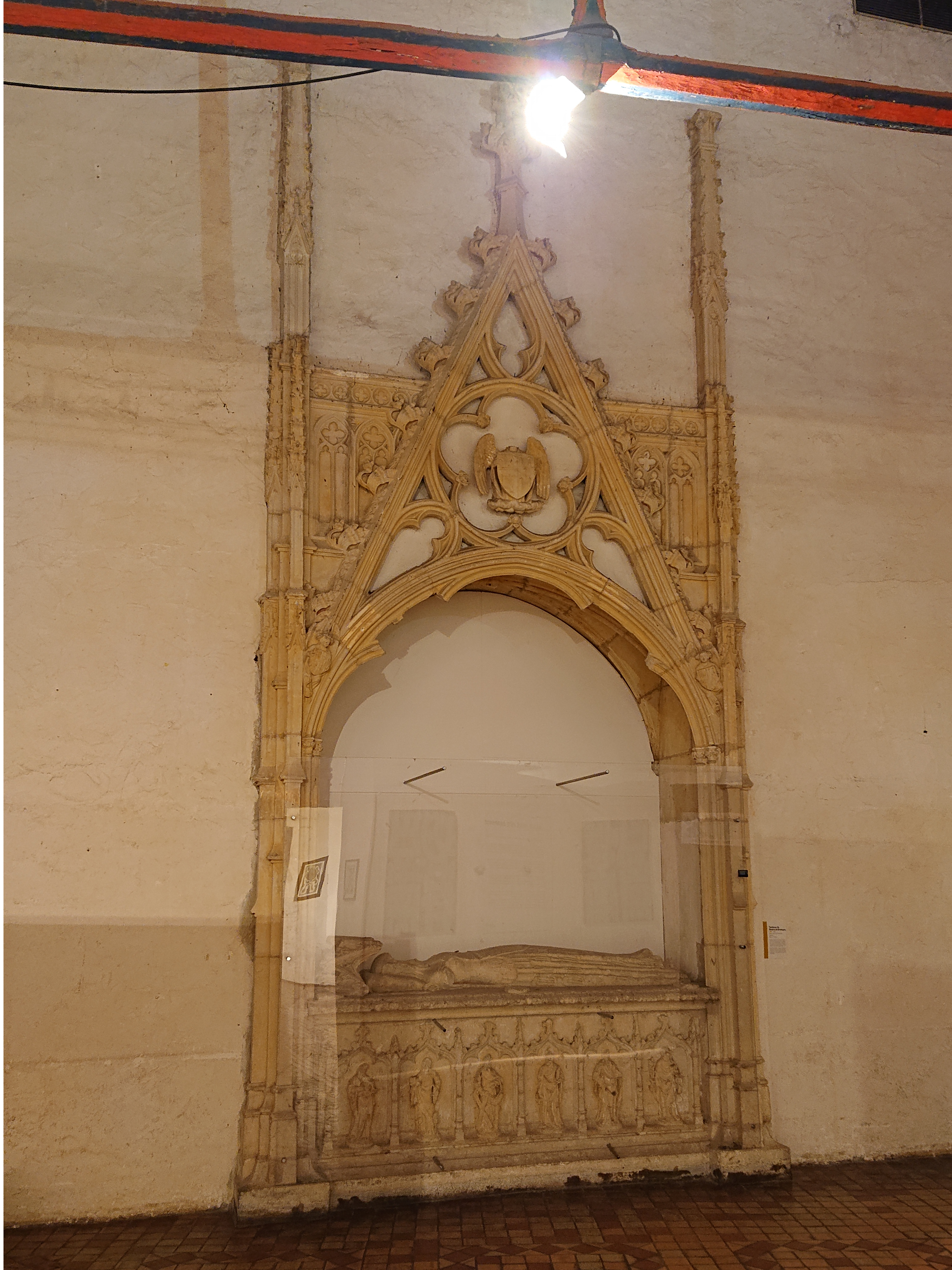
Tomba de Beatriu de Bretanya

Beatriu de Bretanya fou dama de Laval, Vitré i Hédé. Nascuda el 1295, morta el 9 de desembre de 1384, Va ser filla d'Artur II, duc de Bretanya i de Violant de Dreux, comtessa de Montfort.

## Família
Es va casar el 2 de març de 1315 amb Guiu X de Laval († 1347), senyor de Laval, i va concebre dos fills i una filla:
- Guiu XI de Laval († 1348), senyor de Laval
- Joan de Laval, després Guiu XII de Laval († 1414), senyor de Laval, de Vitré i de Gavre.
- Caterina de Laval, dama de Villemomble, casada el 1361 a Olivier V de Clisson († 1407), comte de Porhoet

Fou enterrada a l'abadia de Clermont al costat del gran altar, on després va reposar al seu costat el seu fill Guiu XII.